# Chung kết UEFA Europa League 2018
Trận chung kết UEFA Europa League 2018 là trận đấu cuối cùng của UEFA Europa League 2017–18, mùa giải thứ 47 của giải đấu bóng đá các câu lạc bộ cao thứ nhì châu Âu được tổ chức bởi UEFA, và là mùa thứ 9 kể từ khi nó được đổi tên từ UEFA Cup thành UEFA Europa League. Trận đấu được diễn ra tại sân vận động Parc Olympique Lyonnais ở Décines-Charpieu, Lyon, Pháp vào ngày 16 tháng 5 năm 2018, giữa CLB Pháp Marseille, đối đầu với CLB Tây Ban Nha Atlético Madrid.
Nhà vô địch Atlético Madrid giành quyền thi đấu với nhà vô địch của UEFA Champions League 2017-18 (Real Madrid) tại Siêu cúp châu Âu 2018. Họ cũng lọt vào vòng bảng UEFA Champions League 2018-19.

## Các đội tham dự
Trong bảng dưới đây, các trận chung kết đến năm 2009 thuộc kỉ nguyên Cúp UEFA (Cúp C2 châu Âu), kể từ năm 2010 thuộc kỉ nguyên UEFA Europa League.
| Đội             | Các lần tham dự trận chung kết trước (in đậm thể hiện năm vô địch) |
| --------------- | ------------------------------------------------------------------ |
| Marseille       | 2 (1999, 2004)                                                     |
| Atlético Madrid | 2 (2010, 2012)                                                     |

## Địa điểm

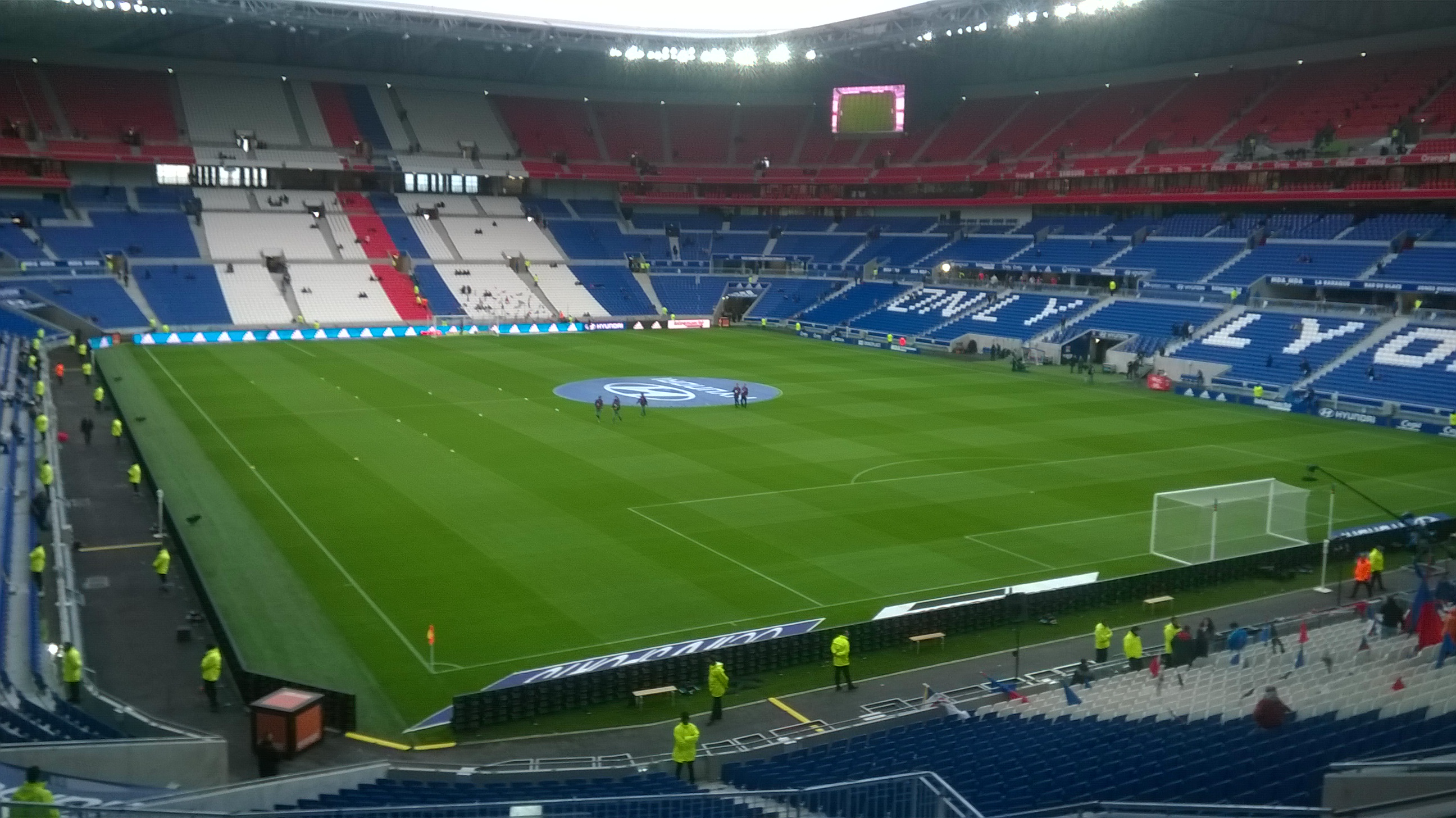
Sân vận động Parc Olympique Lyonnais ở Décines-Charpieu là nơi tổ chức trận chung kết.

Sân vận động Parc Olympique Lyonnais được công bố là địa điểm tổ chức trận chung kết vào ngày 15 tháng 9 năm 2016, theo quyết định từ cuộc họp của Ủy ban điều hành UEFA ở Nyon, Thụy Sĩ.

## Đường đến trận chung kết
Ghi chú: Trong tất cả các kết quả dưới đây, tỉ số của đội lọt vào chung kết được đưa ra trước tiên (H: sân nhà; A: sân khách).
| VT | Đội                  | ST | Đ  |
| -- | -------------------- | -- | -- |
| 1  | Red Bull Salzburg    | 6  | 12 |
| 2  | Marseille            | 6  | 8  |
| 3  | Konyaspor            | 6  | 6  |
| 4  | Vitória de Guimarães | 6  | 5  |

| VT | Đội             | ST | Đ  |
| -- | --------------- | -- | -- |
| 1  | Roma            | 6  | 11 |
| 2  | Chelsea         | 6  | 11 |
| 3  | Atlético Madrid | 6  | 7  |
| 4  | Qarabağ         | 6  | 2  |

## Thông tin trận đấu

### Tổ trọng tài
Vào ngày 7 tháng 5 năm 2018, UEFA công bố trọng tài người Hà Lan Björn Kuipers là người bắt chính trận chung kết. Đây là lần thứ hai ông được bắt chính cho một trận chung kết UEFA Europa League, khi ông làm trọng tài tại trận chung kết năm 2013. Ông cũng bắt chính tại trận chung kết UEFA Champions League 2014, trận đấu mà Atlético để thua trước Real Madrid trong hiệp phụ. Ông điều khiển trận đấu cùng với những người đồng hương, Sander van Roekel và Erwin Zeinstra - những người làm trợ lí trọng tài, Danny Makkelie và Pol van Boekel làm trợ lí trọng tài bổ sung, và Mario Diks làm trợ lí trọng tài dự bị. Trọng tài thứ tư cho trận chung kết là trọng tài người Ba Lan Szymon Marciniak.

### Chi tiết
Đội "chủ nhà" cho trận chung kết (vì mục đích hành chính) được xác định bằng một lượt bốc thăm bổ sung diễn ra sau lễ bốc thăm vòng bán kết được tổ chức vào ngày 13 tháng 4 năm 2018, 12:00 CEST tại trụ sở của UEFA tại Nyon, Thụy Sĩ.
| Marseille | 0–3      | Atlético Madrid                 |
| --------- | -------- | ------------------------------- |
|           | Chi tiết | - Griezmann 21', 49' - Gabi 89' |

| Marseille | Atlético Madrid |

| TM               | 30 | Steve Mandanda             |     |     |
| HV               | 17 | Bouna Sarr                 |     |     |
| HV               | 23 | Adil Rami                  |     |     |
| HV               | 19 | Luiz Gustavo               | 75' |     |
| HV               | 18 | Jordan Amavi               | 38' |     |
| TV               | 29 | André-Frank Zambo Anguissa |     |     |
| TV               | 8  | Morgan Sanson              |     |     |
| TĐ               | 26 | Florian Thauvin            |     |     |
| TV               | 10 | Dimitri Payet (c)          |     | 32' |
| TĐ               | 5  | Lucas Ocampos              |     | 55' |
| TĐ               | 28 | Valère Germain             |     | 74' |
| Dự bị:           |    |                            |     |     |
| TM               | 16 | Yohann Pelé                |     |     |
| HV               | 2  | Hiroki Sakai               |     |     |
| HV               | 6  | Rolando                    |     |     |
| TV               | 4  | Boubacar Kamara            |     |     |
| TV               | 27 | Maxime Lopez               |     | 32' |
| TĐ               | 11 | Konstantinos Mitroglou     |     | 74' |
| TĐ               | 14 | Clinton N'Jie              | 78' | 55' |
| Huấn luyện viên: |    |                            |     |     |
| Rudi Garcia      |    |                            |     |     |

| TM               | 13 | Jan Oblak         |     |     |
| HV               | 16 | Šime Vrsaljko     | 23' | 46' |
| HV               | 24 | José Giménez      |     |     |
| HV               | 2  | Diego Godín       |     |     |
| HV               | 19 | Lucas Hernández   | 78' |     |
| TV               | 11 | Ángel Correa      |     | 88' |
| TV               | 14 | Gabi (c)          |     |     |
| TV               | 8  | Saúl Ñíguez       |     |     |
| TV               | 6  | Koke              |     |     |
| TĐ               | 7  | Antoine Griezmann |     | 90' |
| TĐ               | 18 | Diego Costa       |     |     |
| Dự bị:           |    |                   |     |     |
| TM               | 25 | Axel Werner       |     |     |
| HV               | 3  | Filipe Luís       |     |     |
| HV               | 15 | Stefan Savić      |     |     |
| HV               | 20 | Juanfran          |     | 46' |
| TV               | 5  | Thomas Partey     |     | 88' |
| TĐ               | 9  | Fernando Torres   |     | 90' |
| TĐ               | 21 | Kevin Gameiro     |     |     |
| Huấn luyện viên: |    |                   |     |     |
| Germán Burgos    |    |                   |     |     |

| Cầu thủ xuất sắc nhất trận đấu: Antoine Griezmann (Atlético Madrid) Trợ lí Trọng tài: Sander van Roekel (Hà Lan) Erwin Zeinstra (Hà Lan) Trọng tài thứ tư: Szymon Marciniak (Ba Lan) Trợ lí trọng tài bổ sung: Danny Makkelie (Hà Lan) Pol van Boekel (Hà Lan) Trợ lí trọng tài dự bị: Mario Diks (Hà Lan) | Luật trận đấu - 90 phút thi đấu chính thức. - 30 phút hiệp phụ nếu tỉ số hoà sau thời gian thi đấu chính thức. - Loạt sút luân lưu nếu tỉ số vẫn hoà sau 30 phút hiệp phụ. - Mỗi đội có 7 cầu thủ dự bị, có thể thay tối đa 3 cầu thủ. |

### Thống kê
| Thống kê             | Marseille | Atlético Madrid |
| -------------------- | --------- | --------------- |
| Số bàn thắng         | 0         | 1               |
| Số cú sút            | 6         | 4               |
| Số cú sút trúng đích | 1         | 1               |
| Cứu thua             | 0         | 1               |
| Tỉ lệ kiểm soát bóng | 61%       | 39%             |
| Phạt góc             | 0         | 0               |
| Phạm lỗi             | 8         | 7               |
| Việt vị              | 0         | 1               |
| Thẻ vàng             | 1         | 1               |
| Thẻ đỏ               | 0         | 0               |

| Thống kê             | Marseille | Atlético Madrid |
| -------------------- | --------- | --------------- |
| Số bàn thắng         | 0         | 2               |
| Số cú sút            | 6         | 8               |
| Số cú sút trúng đích | 1         | 3               |
| Cứu thua             | 1         | 1               |
| Tỉ lệ kiểm soát bóng | 50%       | 50%             |
| Phạt góc             | 1         | 6               |
| Phạm lỗi             | 10        | 2               |
| Việt vị              | 0         | 2               |
| Thẻ vàng             | 2         | 1               |
| Thẻ đỏ               | 0         | 0               |

| Thống kê             | Marseille | Atlético Madrid |
| -------------------- | --------- | --------------- |
| Số bàn thắng         | 0         | 3               |
| Số cú sút            | 12        | 12              |
| Số cú sút trúng đích | 2         | 4               |
| Cứu thua             | 1         | 2               |
| Tỉ lệ kiểm soát bóng | 56%       | 44%             |
| Phạt góc             | 1         | 6               |
| Phạm lỗi             | 18        | 9               |
| Việt vị              | 0         | 3               |
| Thẻ vàng             | 3         | 2               |
| Thẻ đỏ               | 0         | 0               |